# Smalls (Jazzclub)

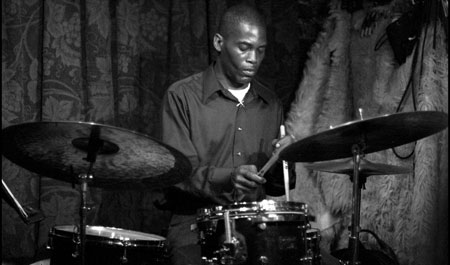
Der Schlagzeuger Robert Rucker im Smalls Jazzclub, 28. Juni 2011

Das Smalls ist ein New Yorker Jazzclub, der 1994 gegründet wurde. Zahlreiche Mitschnitte der Konzerte erscheinen auf dem Label SmallsLive.
Das Smalls, gelegen an der 183 West 10th Street (Ecke Seventh Avenue South) im Greenwich Village von Manhattan zählt seit seiner Gründung 1994 zu den bekannten Veranstaltungsorten des Jazz in New York City. Mitchell Borden gründete ihn nur wenige Blocks vom Village Vanguard entfernt, in einem Raum im Basement eines Gebäudes im West Village. Zu den dort auftretenden Künstlern gehörten in den ersten Jahren junge Musiker wie Ehud Asherie, Gilad Hekselman, Ari Hoenig, Kurt Rosenwinkel, Avishai Cohen, Guillermo Klein, Mark Turner, Zaid Nasser, Sacha Perry und Jason Lindner (dessen Bigband regelmäßig im Smalls konzertierte), sowie die Jazz-Veteranen Lou Donaldson, Tommy Turrentine und Frank Hewitt. Im scharfen Gegensatz zu den meist auf Touristen ausgerichteten Jazzklubs Manhattans mit Gastronomie und Verzehrzwang, zeichnete sich das ursprüngliche Smalls durch seinen "underground" Charakter aus: erschwinglicher Eintrittspreis von 10 $, Selbstversorgung der Gäste, vor allem mit Alkohol, und Musik bis 6:00 Uhr morgens. Das Smalls hatte bei seiner Eröffnung noch keine Lizenz Alkohol auszuschenken.

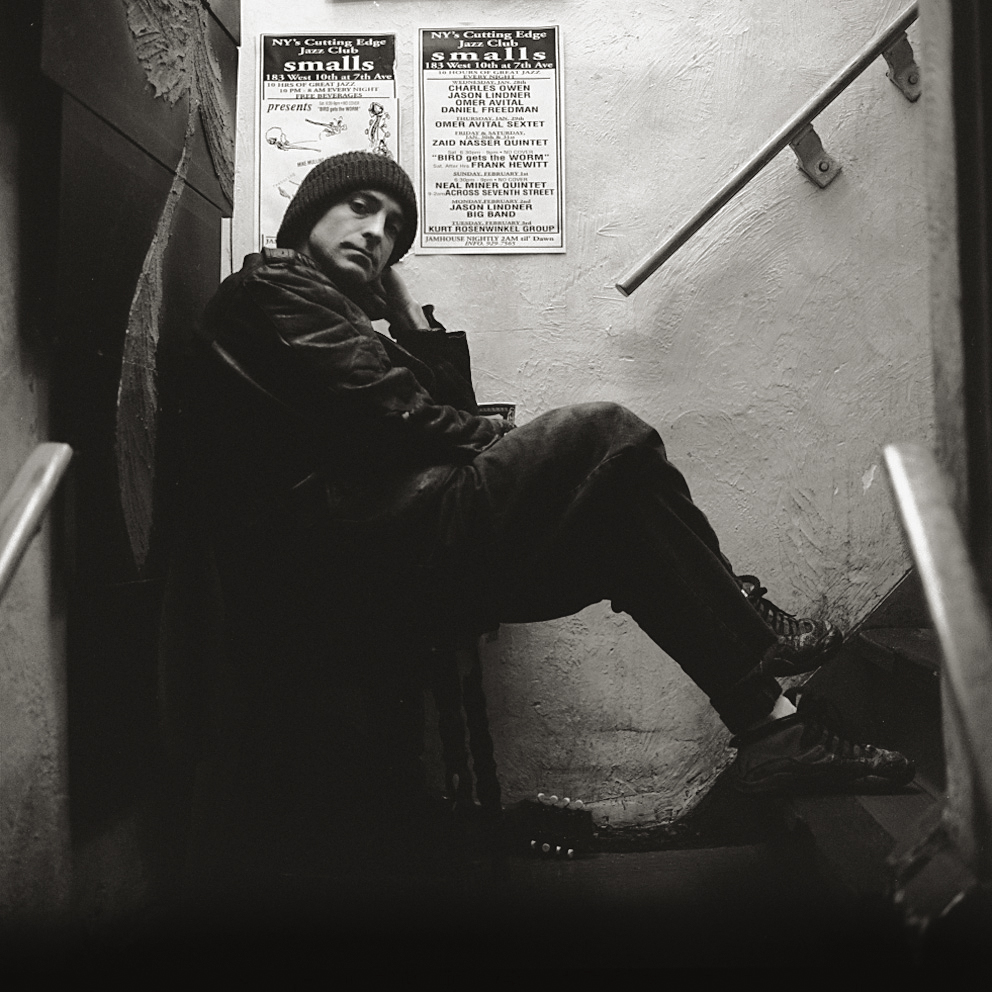
Mitch an der Kasse 1998

Borden musste den Club 2003 schließen und eröffnete einen neuen Club namens Fat Cat; jedoch führte die starke Nachfrage nach dem Club Smalls, nachdem darin kurzzeitig ein brasilianisches Musiklokal war, zur Wiedereröffnung im Jahr 2005.
Inzwischen wird der Club von Borden und Lee Kostrinsky geführt. An den Club angeschlossen sind sowohl der Jazzclub Mezzrow als auch die Label Smalls Records und SmallsLive, auf denen Aufnahmen von Cyrille Aimée, Omer Avital, Bruce Barth, Seamus Blake, Peter Bernstein, Jimmy Cobb, Steve Davis, Wayne Escoffery, Joel Frahm, Kevin Hays, Gilad Hekselman, Ethan Iverson, Jazz Incorporated (Jeremy Pelt, Anthony Wonsey, Louis Hayes), David Kikoski, Ryan Kisor, Bill Mobley, Tim Ries, Jim Rotondi und Neal Smith erschienen.
In den 1990ern erschienen auch einige Jazzalben mit Live-Aufnahmen aus dem Smalls bei Impulse Records.
Das Smalls ist nicht mit dem von den 1920er- bis zu den 1980er-Jahren bestehenden Jazzclub Small’s Paradise zu verwechseln.